# World IPv6 Day und World IPv6 Launch Day

Logo des World IPv6 Launch Day

Der World IPv6 Day (Welt-IPv6-Tag) war eine Aktion, die von der Internet Society und diversen großen Providern gesponsert und organisiert wurde mit dem Ziel, den Einsatz von IPv6 zu testen. Am 12. Januar 2011 wurden der World IPv6 Day und die Teilnahme der fünf Unternehmen Facebook, Google, Yahoo, Akamai Technologies und Limelight Networks bekannt gegeben. Der World IPv6 Day begann am 8. Juni 2011 um 00:00 Uhr UTC und endete um 23:59 Uhr desselben Tages.
Nach dem großen Erfolg wurde am 6. Juni 2012 die Aktion unter dem Namen World IPv6 Launch und dem Motto this time it is for real „diesmal wirklich“ erneut durchgeführt. Zu diesem Tag wurden alle Teilnehmer aufgefordert, IPv6 dauerhaft zu aktivieren.
Der Hauptgrund für die Durchführung des World IPv6 Day war die Feststellung möglicher Störungen und Probleme bei einer zukünftigen Umstellung auf das Protokoll IPv6. Um dies zu ermöglichen, aktivierten bedeutende Internetunternehmen und Firmen während des World IPv6 Day auf ihren Webseiten das Protokoll IPv6. Ein weiteres Ziel dieses Tages war es, weltweit Unternehmen, darunter Provider, Hardware-Hersteller, Vertriebe von Betriebssystemen und Internetunternehmen, zu motivieren, ihre Dienste und Produkte mit IPv6 aufzurüsten, damit ein Übergang von IPv4 auf IPv6 ohne größere Probleme möglich sein wird.
Der Test bestand hauptsächlich darin, dass die teilnehmenden Unternehmen für ihre Webseiten AAAA Resource Records veröffentlichen, die es einem Client erlauben, die Webseite über IPv6 aufzurufen. Obwohl auch Internetdienstanbieter zur Teilnahme ermutigt wurden, erhöhten die meisten lediglich ihre Bereitschaft, Fragen von Endanwendern zu beantworten.
Viele Unternehmen und Organisationen nahmen an diesem Experiment teil, darunter die größten Suchmaschinen, Sozialen Netzwerke, Internet-Backbones etc.

## Teilnehmer
Insgesamt nahmen mehr als 400 Teilnehmer am World IPv6 Day teil, darunter auch Unternehmen mit den am meisten besuchten Webseiten weltweit: Comcast, Google, Yahoo, Facebook, YouTube, Akamai Technologies, Limelight Networks, Microsoft, Vonage, AOL, MapQuest, T-Online, Cisco, Juniper Networks, Huawei, das Handelsministerium der Vereinigten Staaten, Mastercard, BBC und Telmex.

## Ergebnis
Führende Betreiber maßen eine Erhöhung des IPv6-Datenverkehrs am World IPv6 Day, Arbor Networks etwa von 0,024 % auf 0,041 %. Im Großen und Ganzen verlief der Tag ohne nennenswerte Probleme für die Teilnehmer. Cisco und Google berichteten, dass keine größeren Fehler während des Tests auftraten. Facebook ermutigte das Resultat und sie entschied, auf ihrer Entwicklerseite das Protokoll IPv6 weiterhin aktiviert zu lassen. Die überwiegend verwendete Technik war Dual-Stack, also der Parallelbetrieb von IPv4 und IPv6 auf derselben Infrastruktur.